# Zoé (série télévisée)
Pour les articles homonymes, voir Zoé.
Drake et Josh iCarly
Zoé (Zoey 101) est une série télévisée américaine en 65 épisodes de 22 minutes, créée par Dan Schneider et diffusée entre le 9 janvier 2005 et le 2 mai 2008 sur Nickelodeon.
En France, la série a été diffusée à partir du 2 juillet 2005 sur France 2 dans l'émission KD2A ainsi que sur Nickelodeon France à partir du 16 novembre 2005 et au Québec de septembre 2005 à février 2010 sur VRAK.TV. À partir du 2 juillet 2016, la série revient sur Nickelodeon Teen à 14h25 le week-end et du lundi au vendredi à 6h45, 14h50 et 22h30 dans le cadre de la grille d'été de la chaine.
Depuis janvier 2023, une suite de la série sous la forme d'un film, intitulé "Zoey 102" est en production chez Paramount+.

## Synopsis

### Saison 1
Zoé Brooks (Jamie Lynn Spears), une jeune fille de treize ans, arrive à la Pacific Coast Academy, une école auparavant réservée aux garçons. Est-ce qu'elle va s'intégrer ? Grâce à ses amis, Dana, Nicole, Quinn, Chase, Michael et Logan, la vie à PCA sera plus facile.

### Saison 2
Zoé est de retour à PCA avec tous ses amis. Dana (Kristin Herrera) est allée à Paris, donc elle ne reviendra pas. Mais une nouvelle colocataire, Lola (Victoria Justice), va remplacer Dana.

### Saison 3
Zoé et tous ses amis sont revenus à PCA et vont vivre de nouvelles aventures. Sauf que Nicole (Alexa Nikolas) n'est pas revenue car elle a un problème d'addiction aux garçons, alors ses parents l'ont emmenée dans une école pour filles.

### Saison 4
Tout se complique. Zoé qui était censée être en Angleterre, est de retour à PCA. Chase (Sean Flynn) qui voulait absolument la rejoindre, est parti là-bas ! Et donc il va devoir y rester au moins 1 trimestre. Un nouveau va arriver, James Garrett (Austin Butler), et Zoé va tomber sous son charme. Quinn (Erin Sanders) et Logan (Matthew Underwood) vont avoir un coup de cœur. Et Chase va essayer à tout prix d'avouer son amour à Zoé...

## Distribution

### Personnages principaux
| Acteur             | Épisodes | Rôle           | Saisons    | Saisons    | Saisons    | Saisons    | Voix françaises                          | Voix françaises                           |
| Acteur             | Épisodes | Rôle           | 1          | 2          | 3          | 4          | Voix françaises                          | Voix françaises                           |
| ------------------ | -------- | -------------- | ---------- | ---------- | ---------- | ---------- | ---------------------------------------- | ----------------------------------------- |
| Jamie Lynn Spears  | 65       | Zoe Brooks     | Principale | Principale | Principale | Principale | Karine Foviau (1re voix, saisons 1 et 2) | Laura Pelérins (2de voix, saisons 3 et 4) |
| Christopher Massey | 64       | Michael Barret | Principal  | Principal  | Principal  | Principal  | Taric Mehani (1re voix)                  | François Creton (2de voix)                |
| Erin Sanders       | 58       | Quinn Pensky   | Principale | Principale | Principale | Principale | Charlyne Pestel (1re voix)               | Patricia Legrand (2de voix)               |
| Matthew Underwood  | 56       | Logan Reese    | Principal  | Principal  | Principal  | Principal  | Paolo Domingo (1re voix)                 | Adrien Solis (2de voix)                   |
| Sean Flynn         | 51       | Chase Matthews | Principal  | Principal  | Principal  | Invité     | Alexandre Nguyen                         | Alexandre Nguyen                          |
| Victoria Justice   | 47       | Lola Martinez  | Absente    | Principale | Principale | Principale | Adeline Chetail (1ère voix)              | Marie Zidi (2de voix)                     |
| Paul Butcher       | 25       | Dustin Brooks  | Principal  | Principal  | Principal  | Principal  | Brigitte Lecordier                       | Brigitte Lecordier                        |
| Alexa Nikolas      | 25       | Nicole Bristow | Principale | Principale | Absente    | Absente    | Laurence Sacquet                         | Laurence Sacquet                          |
| Kristin Herrera    | 13       | Dana Cruz      | Principale | Absente    | Absente    | Absente    | Marie Giraudon                           | Marie Giraudon                            |
| Austin Butler      | 9        | James Garrett  | Absent     | Absent     | Absent     | Principal  | Maxime Pistorio                          | Maxime Pistorio                           |

### Personnages récurrents
| Acteur               | Épisodes | Rôle              | Saisons    | Saisons    | Saisons    | Saisons    | Voix françaises   | Voix françaises |
| Acteur               | Épisodes | Rôle              | 1          | 2          | 3          | 4          | Voix françaises   | Voix françaises |
| -------------------- | -------- | ----------------- | ---------- | ---------- | ---------- | ---------- | ----------------- | --------------- |
| Jack Salvatore, Jr.  | 27       | Mark del Figgalo  | Récurrent  | Récurrent  | Récurrent  | Récurrent  | Thierry Bourdon   |                 |
| Christopher Murray   | 20       | Dean Rivers       | Récurrent  | Récurrent  | Récurrent  | Récurrent  |                   |                 |
| Jessica Chaffin (en) | 13       | Coco Wexler       | Récurrente | Récurrente | Récurrente | Récurrente |                   |                 |
| Miki Ishikawa        | 5        | Vicky             | Récurrente |            |            |            |                   |                 |
| Michael Blieden      | 6        | David H. Bender   | Récurrent  | Récurrent  |            |            |                   |                 |
| Brian Tee            | 6        | Kazu              | Invité     | Invité     | Récurrent  | Récurrent  |                   |                 |
| Creagen Dow          | 12       | Jeremiah Trottman |            | Récurrent  | Récurrent  | Récurrent  |                   |                 |
| Allen Evangelista    | 12       | Wayne Gilbert     |            | Récurrent  | Récurrent  | Récurrent  |                   |                 |
| Abby Wilde           | 27       | Stacy Dilsen      |            |            | Récurrente | Récurrente | Françoise Escobar |                 |
| Rex Lee              | 4        | Maurice           |            |            | Récurrent  | Récurrent  |                   |                 |
| Daniella Monet       | 3        | Rebecca Martin    |            |            | Récurrente |            | Caroline Mozzone  |                 |
| Brando Eaton         | 4        | Vince Blake       |            |            | Invité     | Récurrent  |                   |                 |
| Lisa Tucker          | 5        | Lisa Perkins      |            |            | Invitée    | Récurrente | Caroline Mozzone  |                 |

### Invités
- Ashley Benson : Candice (saison 1, épisode 8)
- Drake Bell : lui-même (saison 1, épisode 9)
- Jennette McCurdy : Trisha Kirby (saison 2, épisode 5)
- Miranda Cosgrove : Paige Howard (saison 3, épisode 13)
- Daniella Monet : Rebecca Martin (saison 3, épisodes 1, 2, 9)
- Janel Parrish : Sara  (saison 3, épisode 6)
- Dan Schneider : chauffeur de taxi (saison 4, épisode 13)
- Austin Butler : Dany, un garçon qui sort avec Stacy (saison 3, épisode 11)
- Ashley Rickards : Molly Talbertsen (saison 3, épisode 14)
- Nicole Anderson : Mariana
- Harry Shum Jr. : un serveur chez Sushi Rox (saison 4, épisode 1)
- Doug Brochu: Blatzberg (Saison 4, un épisode)

## Personnages
Zoé Brooks (Zoey Brooks en Originale : (Première apparition : Bienvenue aux filles) Personnage principal, elle est très populaire à l'école. Elle a souvent raison et est très imaginative. Elle est d'ailleurs très créative. Vu sa popularité, elle attire de nombreux garçons. Durant la première saison, elle cohabite avec Dana, une fille plutôt distante au tempérament colérique, et aussi avec Nicole, qui est tout le contraire. Dana quitte le pensionnat et Zoé se retrouve avec Lola. Son style change au fil des saisons, et prend plus de maturité. Elle est une bonne élève, et surtout, une bonne amie. Au milieu de la saison 4, Zoé sortira avec James Garett. (Dernière apparition : r)
Dustin Brooks : (Première apparition : Bienvenue aux filles) Le petit frère de Zoé, sait toujours se mettre dans des situations embarrassantes. Heureusement que sa sœur est toujours là pour le sauver ! Il est tellement intelligent qu'il apprend l'algèbre au lieu des mathématiques normales. Même s'il n'a pas de réels liens avec les amis de sa sœur, il se retrouve souvent avec Quinn à faire des expérimentations...(Dernière apparition : Tout est bien qui finit bien)Il est souvent contraint de devoir subir les inventions de Quinn comme l'expérience "Ne pas dormir pendant 72 heures"ou encore,à cause de Quinn,dans l'épisode *"Filles contre garçons"*,il a bu son invention,la boisson énergétique  "Frazz"et une seconde après,il s'est retrouvé en sur énergie.Mais bon,il s'en sort toujours.
Chase Matthews : (Première apparition : Bienvenue aux filles) Il est un bon garçon et a les pieds sur terre. Il aime jouer au basket-ball et faire du vélo. Il est passionnément amoureux de Zoé. Il essaie souvent d'aborder le sujet avec Zoé mais ça n'arrive jamais car ses amis interrompent souvent leurs conversations. Son secret ne sera dévoilé qu'à la saison 3. Lorsque Zoé part à Londres, il prend un vol pour la même ville, mais Zoé a décidé de retourner au pensionnat trois semaines après car elle apprend que Chase l'aime. Il restera là-bas jusqu'au dernier épisode de la saison 4 pour avouer sa flamme à Zoé et ils s'embrassent. Ses camarades de chambres sont Michael, qui est aussi son meilleur ami, et Logan, un garçon prétentieux, narcissique et macho. (Dernière apparition : Tout est bien qui finit bien)
Dana Cruz : (Première apparition : Bienvenue aux filles) C'est l'une des copines de chambre de Zoé dans la première saison. On la reconnaît à son tempérament « soupe au lait » et à ses colères. Elle excelle en sport, en particulier au basket. Elle se dispute souvent avec Nicole car elle la trouve énervante. Elle quitte le pensionnat au début de la deuxième saison. (Dernière apparition : La Plage)
Lola Martinez : (Première apparition : Nouvelle venue à la rentrée) Elle est la nouvelle copine de chambre de Zoé et Nicole dans la deuxième saison. On la découvre en gothique antipathique, pratiquante des cultes vaudous. Mais elle révèlera ensuite que c'était une farce, un jeu d'acteur. On la revoit ensuite en fille branchée et féminine. Elle aimerait devenir actrice. (Dernière apparition : Tout est bien qui finit bien)
Michael Barret : (Première apparition : Bienvenue aux filles) Il est le meilleur ami de Chase. Il aime le basket et est toujours entraîné dans d'étranges situations avec ses amis Chase et Logan. Il adore les frites et a un faible pour Lola, tout comme Logan. (Dernière apparition : Tout est bien qui finit bien)
Nicole Bristow : (Première apparition : Bienvenue aux filles) C'est la meilleure amie de Zoé. Elle est particulièrement féminine et assez gamine. Elle est obsédée par les garçons de son collège et ses couleurs préférées sont le rose et le bleu. Il semblerait qu'elle ait un faible pour Logan, mais cela n'a jamais été confirmé. Quand elle a des ennuis, elle va toujours chercher Zoé, même si cela ennuie cette dernière. Nicole se disputait souvent avec Dana dans la saison 1, tandis qu'elle a beaucoup plus d'affinités avec Lola. Elle brille par son absence au début de la troisième saison. Elle a été transférée dans un pensionnat réservé aux filles, à cause de son obsession maladive pour les garçons. Et on ne la reverra plus... (Dernière apparition : Une vie sans "s")
Quinn Pensky : (Première apparition : Bienvenue aux filles) Elle n'est pas comme les autres filles. Passionnée par les sciences et les mathématiques, elle préfère passer du temps sur ses expérimentations qu'elle appelle « Quinnventions ». Elle aime bricoler et possède un alpaga. Elle a, à son actif, quelques inventions ratées comme l'arbre qui produit un fruit entre la banane et la pomme, un projet sur les hallucinations après trente-six heures de privation de sommeil, etc. Elle devient beaucoup plus féminine vers les saisons 3 ou 4, et aura une relation avec Logan. (Dernière apparition : Tout est bien qui finit bien)
Logan Reese : (Première apparition : Bienvenue aux filles) Il est un parfait exemple de narcissisme, voire d'égocentrisme. Il aime énormément les filles et pensent qu'elles l'aimeront en retour, ce qui n'est pas vraiment le cas à cause de son caractère odieux. En dehors de ça, il s'entend relativement bien avec Chase et Michael et même s'il montre le contraire, au fil des saisons il apprécie de plus en plus Zoé (il tente de vouloir l'embrasser à plusieurs reprises mais c'est seulement son caractère séducteur) il l'apprécie comme une amie et n'hésite pas à la défendre comme dans l'épisode 8 de la saison 3 où Zoé se fait battre par un lutteur complètement dingue, il prend sa défense et frappe le lutteur, il s'en sort très mal mais il a défendu Zoé à ses risques et péril. Son père est producteur de cinéma. Dans la saison 4 il aura une relation avec Quinn. (Dernière apparition : Tout est bien qui finit bien)
Lisa Perkins: (Première apparition : Michael est amoureux) Lisa est une amie de Zoé et la petite copine de Michael à partir de la saison 3.
James Garett: (Première apparition : Prémices amoureux) Il arrive au pensionnat à la quatrième saison, pour combler l'absence de Chase. Il emménage dans la chambre de Michael et Logan, avec qui il s'entend bien. Il finit par sortir avec Zoé durant le milieu de la saison. (Dernière apparition : Tout est bien qui finit bien)
Mark Del Figgalo : (Première apparition : Une chambre pour trois)  Mark est le petit ami de Quinn de la saison 1 à 4, mais il a décidé de faire "une pause" (qui ne finira pas). Il sort avec une autre fille, mais finit tout seul. (Dernière apparition : Tout est bien qui finit bien)
Stacey Dillsen : (Première apparition : La petite-amie de Chase) Elle est en quelque sorte "la remplaçante" de Nicole (saisons 1 et 2). Il lui arrive tout le temps des malheurs (mais elle est habituée). Elle adore les cotons-tiges, amoureuse de Logan et a une prononciation des "s" assez spéciale(dut à son appareil dentaire).  (Dernière apparition : Tout est bien qui finit bien)

## Épisodes
| Saison | Saison | Épisodes | États-Unis        | États-Unis     | France         | France            |
| Saison | Saison | Épisodes | Début             | Fin            | Début          | Fin               |
| ------ | ------ | -------- | ----------------- | -------------- | -------------- | ----------------- |
|        | 1      | 13       | 9 janvier 2005    | 1er mai 2005   | 2 juillet 2005 | 28 janvier 2006   |
|        | 2      | 13       | 10 septembre 2005 | 30 avril 2006  | 7 avril 2006   | 26 septembre 2006 |
|        | 3      | 25       | 24 septembre 2006 | 4 janvier 2008 | 5 février 2008 | 30 juillet 2008   |
|        | 4      | 14       | 27 janvier 2008   | 2 mai 2008     | 18 mars 2009   | 10 juin 2009      |

### Première saison (2005)
1. Bienvenue aux filles (Welcome to PCA)
2. Une chambre pour trois (New Roomies)
3. Un espion parmi nous (Webcam)
4. Touche pas à mon frère (Defending Dustin)
5. Une farce qui tourne mal (Prank Week)
6. Que le meilleur gagne ! (Jet-X)
7. Coup de théâtre (The Play)
8. Quinn est amoureuse (Quinn's Date)
9. Le Concert de Spring Fling (Spring Fling)
10. C'est mon idée (Backpack)
11. Finie la gym (Disc Golf)
12. Parfaitement assortis ! (School Dance)
13. La Plage (Little Beach Party)

### Deuxième saison (2005-2006)
1. Nouvelle venue à la rentrée (Back to PCA)
2. Message pour dans 20 ans (Time Capsule)
3. Trois candidats en lice (Election)
4. La maison hantée (Haunted House)
5. La rebelle (Bad Girl)
6. Du tac au tac (Broadcast Views)
7. Si les filles étaient comme les garçons (Girls Will Be Boys)
8. La guerre des robots (Robot Wars)
9. Le cœur a ses raisons (Lola Likes Chase)
10. Pour l'amour de Zoé [1/2]  (Spring Break-Up [1/2])
11. Que le meilleur gagne [2/2]  (Spring Break-Up [2/2])
12. Pour la bonne cause (People Auction)
13. Une vie sans "s" (Quinn's Alpaca)

### Troisième saison (2006-2008)
1. Surprise (Surprise)
2. La petite amie de Chase (Chase's Girlfriend)
3. Le nouveau proviseur (Hot Dean)
4. Leçons particulières (Zoey's Tutor)
5. Le grand Vince Blake (The Great Vince Blake)
6. La confrérie du marteau d'argent (Silver Hammer Society)
7. Michael est amoureux (Michael Loves Lisa)
8. Corps à corps (Wrestling)
9. Le ballon de Zoé (Zoey's Balloon)
10. La grand-mère de Chase (Chase's Grandma)
11. Quarantaine (Quarantine)
12. La radio de la discorde (The Radio)
13. Paige à PCA (Paige at PCA)
14. Le concours de danse (The Dance Contest)
15. La chaîne de l'amitié (Favor Chain)
16. À tort et à travers (Zoey's Ribs)
17. La malédiction [1/2] (The Curse of PCA [1/2])
18. La malédiction [2/2] (The Curse of PCA [2/2])
19. Pas Dupe (Drippin' Episode!)
20. Fils de ... (Son of a Dean)
21. Les mains sur le camion Blix (Hands On a Blix Van)
22. Miss PCA (Miss PCA)
23. Vivres... coupées (Logan Gets Cut Off)
24. Au revoir Zoé [1/2] (Goodbye Zoey? [1/2])
25. Au revoir Zoé [2/2] (Goodbye Zoey? [2/2]

### Quatrième saison (2008)
1. Chassé croisé (Trading Places)
2. Quand colocataire rime avec galère (Fake Roommate)
3. L'inspecteur Zoé mène l'enquète (Alone at PCA)
4. Prémices amoureux (Rumor of Love)
5. Nerfs à vies (Anger Management)
6. Chagrin d'amour (Quinn Misses The Mark)
7. Le marathon (Walk-A-Thon)
8. Vengeance! (Vince Is Back)
9. Drôle de tête à tête (Dinner For Two Many)
10. Les affaires sont les affaires (Coffee Cart Ban)
11. Les montagnes russes (Roller Coaster)
12. L'amour en fuite [1/2] (Chasing Zoey [1/2])
13. Tout est bien qui finit bien (Chasing Zoey [2/2])
14. Souvenirs, souvenirs... (PCA Confidential)

## Revival
Le 12 janvier 2023, Jamie Lynn Spears a annoncé la production d'un film faisant suite à la série intitulée Zoey 102, dont la première aura lieu en 2023 sur Paramount+, avec les membres de la distribution de la série originale Jamie Lynn Spears, Sean Flynn, Christopher Massey, Erin Sanders, Matthew Underwood, Jack Salvatore Jr. et Abby Wilde reprenant leurs rôles. La production a commencé en janvier 2023 à Wilmington, en Caroline du Nord.

## Commentaires
- Zoé est l'une des trois séries les plus regardées sur la chaîne américaine auprès des 9/14 ans.
- PCA n'existe pas. La série a été tournée à l'Université de Pepperdine (saison 1 et 2) puis à Santa Clarita (saison 3 et 4)
- Dans le script original, le personnage de Quinn n'existe pas. Mais quand Erin Sanders a auditionné pour le rôle, Dan Schneider a tellement été impressionné, qu'il a décidé de rajouter le personnage.
- Dans le dernier épisode de la saison 4, Sean Flynn a repris le rôle de Chase, mais avec des cheveux plus courts, alors, il a dû porter une perruque confectionnée spécialement pour lui.
- Sean Flynn est le petit-fils du grand acteur de cinéma Errol Flynn.
- La chanson Thé glacé est souvent chantée par Stacey. Dan a un jour chanté cette chanson dans un mégaphone.
- Dans la version originale, Stacey devait être obsédée par les Q-Tibs, mais, c'était une marque déposée. Alors il a changé Q-Tibs en Cotton Swabs (Cotton Tiges)
- Durant le tournage de l'épisode La Malédiction, Jamie Lynn Spears n'avait pas le temps de tourner toutes ses scènes. Alors, ils ont décidé de mettre un seau sur la tête de Zoé. Donc ce n'est pas Jamie qui a le seau, mais une doubleuse.
- Au cours de la deuxième saison, le personnage de Dana a été remplacé par celui de Lola, et Kristin a quitté la série car elle était trop âgée selon les producteurs.
- Le personnage de Nicole, à la suite d'une mésentente avec l'actrice principale Jamie-lynn Spears (Zoé Brooks) disparaît après la saison 2.
- L'épisode « Souvenirs, Souvenirs... » (PCA Confidential) est l'épisode 26 saison 3 en France, mais aux États-Unis il a été compté comme un épisode de la saison 4.
- Certaines scènes de Quinn et Dustin dans l'épisode « Tout est bien qui finit bien » ont été retirées de l'adaptation française. Une première scène dans laquelle Dustin revient voir Quinn après s'être évanoui en racontant que quelqu'un essayait de le voler. Dans une deuxième scène présente entre celle de Logan et Stacey et celle de Michael et Lisa au bal, Dustin raconte en dansant avec Quinn qu'il arrive à faire des sons qui ressemblent à des animaux sous l'eau. Ennuyée par cette discussion, Quinn rend Dustin inconscient à nouveau, mais continue de danser avec lui. Une dernière courte scène dans laquelle en allant voir la voiture de Michael, Mark regarde d'un air confus Quinn en train de danser avec un Dustin évanoui a également été retirée.
- Après la fin de la série, Stacey réapparaîtra deux fois dans "iCarly" en 2010 et en 2011. Elle réapparaîtra également en 2013 dans un épisode de "Sam et Cat" nommé #DingueDeChaussures. Coco et son copain Carl apparaîtront également dans un épisode de "Sam et Cat" nommé #FirstClassProblems.
- Si Stacey a perdu son défaut de prononciation à la fin de la série, elle le retrouvera dans ses apparitions en dehors de cette série.
- Avant de jouer James, Austin Butler était apparu dans un rôle mineur en tant que Danifer dans l'épisode "Quarantaine". Il est le seul acteur à avoir joué deux personnages.
- C'est la seule série de Dan Schneider sans rires ni réactions du public enregistrés. On peut donc définir cette série comme plus dramatique.
- Jamie Lynn Spears et Alexa Nikolas partagent la même date d'anniversaire, le 4 avril, mais Jamie est âgée d'un an de plus, née en 1991 et Alexa en 1992.
- Zoé est le seul personnage à être apparu dans tous les épisodes :
  - Dana, Nicole, Lola et James n'ont pas été dans toutes les saisons.
  - Quinn et Logan ont été absents de plusieurs épisodes de la saison 1.
  - Chase est absent des épisodes de la saison 4, excepté le premier et le dernier.
  - Dustin est absent dans de nombreux épisodes de la série, surtout à partir de la saison 3.
  - Michael et tous les autres personnages principaux à part Zoé et Chase n’apparaissent pas dans l'épisode "Souvenirs, souvenirs...", excepté dans des clips d'anciens épisodes.
- Coco, Mark, Dean Rivers et Kazu sont les seuls personnages récurrents à apparaître dans toutes les saisons.
- Dana était censée finir la série en sortant avec Logan, mais le projet a dû être abandonné quand Kristin a dû quitter la série.
- Le nom original de la série fait allusion au numéro de chambre de Zoé et ses colocataires : 101.